# Don Black (politico)
Stephen Donald Black, detto Don (Athens, 28 luglio 1953), è un politico statunitense, tra gli esponenti di spicco del nazionalismo e suprematismo bianco.
Ex-leader del Ku Klux Klan ed ex-membro del Partito Nazista Americano, nel 1981 è stato condannato per aver pianificato un colpo di Stato in Dominica in violazione del Neutrality Act statunitense. È noto per essere il fondatore del sito internet a sfondo razzista Stormfront, definito il più grande sito d'odio presente in internet e finito anche sotto inchiesta da parte della magistratura italiana.

## Biografia
Nato ad Athens, in Alabama, divenne attivista in giovane età quando iniziò a distribuire giornali razzisti quali il Power White e il Thunderbolt nel suo liceo. Ciò portò il consiglio scolastico locale a vietare la distribuzione di letteratura politica. Black riuscì ad aggirare il divieto spedendo tale materiale razziale per posta agli studenti, dopo aver ottenuto i loro indirizzi da una pubblicazione scolastica. Black dichiarò durante un'intervista di essere cresciuto nel sud durante i disordini causati dal movimento per i diritti civili e questo gli fece capire il punto di vista politico dei bianchi.
Nell'estate del 1970, dopo il suo primo anno alla Athens High School, Black arrivò a Savannah, in Georgia, dove collaborò alla campagna elettorale di Jesse Benjamin Stoner, noto sostenitore della segregazione razziale e leader del National States' Rights Party (NSRP), che si era candidato come Governatore della Georgia. Le elezioni furono vinte da Jimmy Carter, futuro presidente degli Stati Uniti d'America. A Don Black fu chiesta una copia della lista dei membri del NRSP da Robert Lloyd, uno dei leader del Partito Nazista Americano.
All'epoca, Black era un membro della sezione giovane del partito, la National Socialist Youth Movement.
Alla campagna elettorale di Stoner lavorò anche Jerry Ray, fratello di James Earl Ray, assassino di Martin Luther King. Fu proprio Jerry Ray che il 25 luglio 1970 sorprese l'allora sedicenne Don Black a frugare nell'ufficio di Stoner, in cerca del file contenente l'elenco del membri del partito. Ray sparò a Black, colpendolo al petto con un proiettile ad espansione calibro 38. Al seguente processo, Ray fu assolto da ogni accusa dopo aver dichiarato che aveva visto Black cercare un'arma. Black, dopo un breve ricovero in ospedale, rimessosi in forze raggiunse i compagni del partito nazista ai festeggiamenti per il Labor Day, organizzati sul National Mall di Washington. Black frequentò l'ultimo anno di liceo alla Madison Academy, una scuola privata di Huntsville.
In seguito, Black si iscrisse all'Università dell'Alabama a Tuscaloosa, dove si laureò in scienze politiche. Black entrò allora nell'Army Reserve Officers' Training Corps e completò il programma di base.

### Il Ku Klux Klan e l'Operazione Red Dog
Black si unì al Ku Klux Klan nel 1975, un anno dopo da quando David Duke aveva assunto il comando dell'organizzazione. Si mosse poi a Birmingham dove assunse il ruolo di organizzatore del gruppo per lo stato dell'Alabama. Dopo la dimissioni di Duke nel 1978, Black divenne leader del Ku Klux Klan, assumendo il titolo di Grand Wizard. Si candidò come sindaco di Birmingham alle elezioni del 1979, raccogliendo solo il 2% dei voti.
Il 27 aprile 1981 Black ed altri nove aspiranti mercenari, molti dei quali reclutati da organizzazioni affiliate al Ku Klux Klan, furono arrestati a New Orleans a bordo di una barca carica di armi e munizioni, mentre si preparavano ad invadere la Dominica, nome in codice Operazione Red Dog.
Tuttavia, i media locali etichettarono il tentativo fallito come la Bayou of Pigs, un gioco di parole riferito al disastroso sbarco nella baia dei Porci del 1961. Black giustificò la tentata invasione come un tentativo di istituire un regime anticomunista, dichiarando: Quello che stavamo facendo era nei migliori interessi degli Stati Uniti e per la loro sicurezza nell'emisfero, e ci sentiamo traditi dal nostro governo (What we were doing was in the best interests of the United States and its security in the hemisphere, and we feel betrayed by our own government).
L'invasione aveva lo scopo di riportare al potere l'ex-primo ministro Patrick John quella che era l'isola dei Caraibi con la maggior percentuale di popolazione di colore. Al processo, i pubblici ministeri sostennero che il vero scopo dell'invasione era quello aumentare il turismo con l'istituzione del gioco d'azzardo e di banche offshore e di avviare operazioni di diboscamento sull'impoverita isola. Black fu condannato a tre anni di detenzione in quanto il coinvolgimento nell'Operazione Red Dog era una palese violazione del Neutrality Act. Black, detenuto federale numero 16692-034, fu rilasciato il 15 novembre 1984. Durante il periodo di detenzione, passato in una prigione federale, prese lezioni di programmazione. Le conoscenze acquisite gli consentiranno in seguito di creare il sito Internet Stormfront. Nel 1986 Black iniziò a ripensare il suo impegno nel Ku Klux Klan, dando le dimissioni da esso nel 1987.

### Da Stormfront ai giorni nostri
Nel 1995 Black fonda Stormfront, definito il più grande sito d'odio presente in internet e che rimane comunque tra i più popolari.
All'apertura Stormfront ospitava gli scritti di David Duke, ritornato leader del Ku Klux Klan, e di William Luther Pierce, importante esponente del nazionalismo bianco e leader della National Alliance, oltre a diversi lavori dell'organizzazione negazionista Institute for Historical Review. Inizialmente, Stormfront ospitava anche un database interamente scaricabile di materiale legato al suprematismo bianco, agli Skin88 ed al Neonazismo, oltre ad una serie di link ad altri siti legati al nazionalismo bianco.
Nel 1997 fu coinvolto assieme all'UPS nelle molestie ai danni di una donna di colore.
In un'intervista del 1998 al settimanale Miami New Times, Black dichiarò: Vogliamo riportare l'America [i soldati americani] a casa. Sappiamo che la multiculturale Jugoslavia non può reggere ancora lungo. I bianchi non avranno altra scelta che intraprendere un'azione militare. Sono gli interessi dei nostri figli che dobbiamo difendere (We want to take America back. We know a multicultural Yugoslav nation can't hold up for too long. Whites won't have any choice but to take military action. It's our children whose interests we have to defend).
Nel dicembre 2007 Black ottenne l'attenzione dei media per la donazione in denaro a favore della campagna elettorale di Ron Paul, in corsa per le elezioni primarie del Partito Repubblicano del 2008.
Black ricevette nuova attenzione mediatica nel 2008, quando il Southern Poverty Law Center riferì che sua moglie, Chloe, lavorava come assistente esecutivo per la Crystal company, società della Florida di proprietà dei fratelli Fanjul. Le sue mansioni includevano l'essere portavoce di una scuola dedita ad aiutare ad uscire dalla povertà gli svantaggiati bambini neri ed ispanici. La notizia fu ripresa dal blog Gawker, dai quotidiani New York Post e The Palm Beach Post e dal canale televisivo Fox News e Black si attirò le critiche di molti esponenti del nazionalismo bianco.
In un'intervista del 2008 rilasciata al quotidiano italiano La Repubblica, Don Black affermò che la creazione di un gruppo d'interesse speciale per l'orgoglio bianco all'interno del Partito Repubblicano deve diventare una strategia fondamentale. L'intervistatore, il giornalista Mauro Calabresi, domandò a Don Black se Stormfront non era altro che il nuovo Ku Klux Klan, ricevendo risposta affermativa. Nonostante l'intervento del figlio Derek, presente all'intervista, che provò a zittire il padre, Don Black conferma la sua risposta, dicendo Non lo direi mai ad un giornalista americano, ma lo sai che è vero.

### Elezione del figlio
Nell'agosto 2008 il figlio di Black, il diciannovenne Derek, fu eletto come esponente del Partito Repubblicano in uno dei 111 seggi della Contea di Palm Beach, ricevendo 167 voti su 287.
Il comitato del partito rifiutò però di dargli il seggio, citando un giuramento di fedeltà che Derek Black non aveva firmato prima di registrare la sua candidatura, cioè il documento in cui i candidati giurano di astenersi da ogni attività che possa danneggiare il nome del Partito Repubblicano. Dal febbraio 2010 Derek Black conduce un suo show radiofonico, il Derek Black Show, trasmesso dalla WPBR di Lantana.

### Esclusione dal Regno Unito
Il 5 maggio 2009 l'Home Office britannico annunciò che Don Black era stato inserito nella lista, contenente 22 nomi, di persone a cui è vietato l'ingresso nel Regno Unito. Le motivazioni furono il promuovere gravi forme di criminalità e la promozione di odio che potrebbe portare a violenze interne alla comunità (promoting serious criminal activity and fostering hatred that might lead to inter-community violence).